# Бильтинка
Бильтинка (устар. Билькинка) — река в России, протекает по Тавдинскому району Свердловской области. Устье реки находится в 204 км по правому берегу реки Тавда. Длина реки составляет 14 км.
Система водного объекта: Тавда → Тобол → Иртыш → Обь → Карское море.

## Данные водного реестра
По данным государственного водного реестра России относится к Иртышскому бассейновому округу, водохозяйственный участок реки — Тавда от истока и до устья, без реки Сосьва от истока до водомерного поста у деревни Морозково, речной подбассейн реки — Тобол. Речной бассейн реки — Иртыш.
Код объекта в государственном водном реестре — 14010502512111200013233.